# Body Love Vol. 2
Body Love Vol. 2 è un album in studio del compositore tedesco Klaus Schulze, pubblicato nel 1977. Insieme a Body Love, fa parte della colonna sonora di un film pornografico diretto dal regista Lasse Braun.
L'album si compone di tre suite:
- Nowhere-Now Here: la traccia d'apertura, è una sorta di sinfonia cosmica divisa in due movimenti, in cui si alternano momenti di climax, tipici della musica di Schulze, e squarci melodici, in puro stile rock;
- Stardancer II: ricorda la musica degli Ash Ra Tempel, grazie soprattutto alla presenza della batterista Harald Grosskopf;
- Moogetique: la traccia di chiusura, si distingue dalle precedenti suite perché è più meditativa e astratta, nonché stemperata in un clima rarefatto.

Nel 2007 è uscita per la Revisited Records una versione su CD comprendente una traccia bonus.

## Tracce
Tutte le tracce sono state composte da Klaus Schulze, eccetto dove indicato.
1. Nowhere-Now Here – 28:57
2. Stardancer II – 14:13
3. Moogetique – 13:10
4. Buddy Laugh (A Rock'n'Roll Bolero) (bonus track) – 23:16

## Formazione
- Klaus Schulze: sintetizzatore, sequencer.
- Harald Grosskopf: batteria, drum machine